# Jirka Pfahl
Jirka Pfahl (* 1976 in Wurzen) ist ein deutscher Medienkünstler.

## Leben
Jirka Pfahl wurde in der DDR geboren. Im Jahre 1989 reiste seine Familie als Folge eines 1986 gestellten Antrages in die Bundesrepublik Deutschland aus. Seine Jugend verbrachte er im Schwarzwald. Von 1998 bis 2004 studierte er Medienkunst an der Hochschule für Grafik und Buchkunst (HGB) in Leipzig. 2005 und 2006 war er Gaststudent an der Akademie der Bildenden Künste München bei Joseph Kosuth. Von 2006 bis 2010 war er Meisterschüler bei Helmut Mark an der HGB, an deren Abendakademie er 2010 und 2011 lehrte. Von 2005 bis 2008 leitete er mit drei ehemaligen Kommilitonen die Galerie Hobbyshop in München-Haidhausen, gegründet 1999 in Leipzig.

## Werk
Seine künstlerische Auseinandersetzung bezog sich bis ins Jahr 2003 fast ausschließlich auf nicht-materielle Arbeiten (vorrangig Netzkunst), mit Ausnahme erster druckgrafischer Experimente. Einen Wendepunkt seiner künstlerischen Auseinandersetzung vollzog er mit dem Projekt SOLD, in dem er unter dem Vorwand einer Gruppenausstellung, sich in die Rollen befreundeter Künstler und Künstlerinnen versetzte und unter deren Einverständnis Autorschaften inszenierte. „Der Künstler wendet das Prinzip ‚Aneignung‘ sowohl auf der Werkebene als auch auf der Ebene der künstlerischen Haltung an: Er ist ein Grenzgänger im Revier und wildert auch ab und an gerne.“

## Einzelausstellungen (Auswahl)
- 2023 Appropreciation Galerie Lachenmann Art, Konstanz
- 2022 Binärkontrast Galerie Lachenmann Art, Frankfurt am Main
- 2022 Brute Force Laden für Nichts, Leipziger Baumwollspinnerei
- 2020 no jewels unadjusted Thaler Originalgrafik, Leipziger Baumwollspinnerei
- 2020 FILES & Folder Kanya&Kage, Berlin
- 2019 liaise Galerie Lachenmann Art, Frankfurt am Main
- 2017  ... pour la Laden für Nichts, Leipziger Baumwollspinnerei
- 2014 Handwerk  Voyeurismus Galerie Christian Pixis, München
- 2014 Klassi ~ Galerie Markt 21, Weimar
- 2013 apiece Laden für Nichts, Leipziger Baumwollspinnerei
- 2012 Fin des Siècles Latvian Centre for Contemporary Art, Riga, Lettland
- 2012 Colorama Galerie Christian Pixis, München
- 2012 schwarz/weiss Symmetrie Kunstraum München, München (Pub.)
- 2010 SNU im Rahmen des Projektes Raum 107, Galerie für Zeitgenössische Kunst, Leipzig (Pub.)
- 2010 Salsa KVD Künstlervereinigung Dachau (Pub.)
- 2009 Wir Ihr Sie Kunsthaus Erfurt
- 2006 Mayhem (Das Wir-machen-den-Weg-frei-Prinzip) Galerie Asim Chughtai, Berlin (closed)

## Publikationen (Auswahl)
- Brute Force. Lubok Verlag, Leipzig 2022, ISBN 978-3-945111-83-3.
- 3 Teppiche. Lubok Verlag, Leipzig 2018, ISBN 978-3-945111-45-1.
- AwareHeft III. kunstraum muenchen, 2014, ISBN 978-3-923874-95-8.
- Purgatorium. Lubok Verlag, Leipzig 2013, ISBN 978-3-941601-83-3.
- AwareHeft II. kunstraum muenchen, 2013, ISBN 978-3-923874-93-4.
- AwareHeft. kunstraum muenchen, 2012, ISBN 978-3-923874-90-3.
- Lubok in Mexiko. Lubok Verlag, Leipzig 2012, ISBN 978-3-941601-58-1.
- SALSA. Lubok-Verlag, Leipzig 2010, ISBN 978-3-941601-13-0.
- ausderkunst. gutleut verlag, Frankfurt am Main 2006, ISBN 3-936826-27-7.